# I Got You (chanson de Leona Lewis)
Pour les articles homonymes, voir I Got You.
I Got You est une chanson pop chantée par la chanteuse britannique Leona Lewis. Cette chanson fait partie de l'album Echo, qui a été écrit par Arnthor Birgisson, Max Martin et Savan Kotecha. Il a été publié le 21 février 2010 au Royaume-Uni en tant que deuxième single. Le single I Got You a été présent pendant quatre semaines dans les quarante meilleures ventes.

## Le clip vidéo
Le clip de I Got You a été réalisé le 21 décembre 2009 par Dave Meyers à Venice Beach, en Californie. Il a été diffusé à la télévision à partir du 12 février 2010. La vidéo montre plusieurs couples ayant des problèmes, mais se termine par des images suggérant la guérison et de nouvelles relations.
Vers la fin du mois d'avril 2010, la chanson rentra dans l'Union européenne Hot 100 à la 73e place.

## Classements
| Classements (2010)                       | Position |
| ---------------------------------------- | -------- |
| Austria (Ö3 Austria Top 40)              | 30       |
| European Hot 100 Singles                 | 43       |
| Germany (Media Control AG)               | 43       |
| Ireland (IRMA)                           | 43       |
| Japan (Japan Hot 100)                    | 69       |
| New Zealand (RIANZ)                      | 29       |
| Slovakia (IFPI)                          | 27       |
| Switzerland (Media Control AG)           | 57       |
| UK Singles (The Official Charts Company) | 14       |
| UK R&B (The Official Charts Company)     | 3        |